# Frédéric Zumbiehl
Frédéric Zumbiehl, né le 12 février 1965 à Vincennes, est un auteur de bande dessinée et romancier français, ancien pilote de chasse de l'aéronavale, spécialisé dans les livres et bandes dessinées d'aviation.

## Biographie
Frédéric Zumbiehl intègre l’aéronautique navale à 20 ans et devient pilote de chasse sur Chance Vought F-8 Crusader. Neuf ans plus tard, il quitte la chasse embarquée et la marine mais reste fidèle à l'aéronautique.
À 30 ans, il est alors pilote professionnel et intègre la patrouille des « Skytypers » — les « Écrivains du ciel » — sur MS 893.
Amateur d'aviation et de livres depuis l'enfance, il démarre comme écrivain avec la publication de 3 livres aux éditions Altipresse, collection « Histoires authentiques », avec un premier recueil :  Pilotes de l’Aéronavale, puis l’année suivante Pilotes de Chasse et enfin Pilotes de l’Extrême. 
À partir de 2006, il s'intéresse à un autre genre littéraire : la bande dessinée. Ses principaux titres sont Réseau sentinelles aux éditions Zéphyr, Team Rafale, Airblues, Rafale Leader et Unité Félin, avec un style réaliste. Il produit également, dans un tout autre registre, la série d'humour Luftgaffe, une parodie sur la chasse allemande durant la Seconde Guerre mondiale. 
Entretemps, Frédéric Zumbiehl est choisi pour reprendre la série Buck Danny,, publiée aux éditions Dupuis, ainsi que Tanguy et Laverdure, chez Dargaud. 
Parallèlement à son activité de scénariste, Frédéric Zumbiehl est également romancier. Un premier roman, Charlie Blues, pilote de ces dames, parait chez Altipresse dans la collection Altipolar. Puis, c'est un thriller sur le thème des armes climatiques et psychologiques, Titan, tandis qu'un troisième, Ö, également un thriller, est publié aux éditions M+.

## Œuvre

### Livres
- Pilotes de l'aéronavale, 2004, éditions Altipresse.  (ISBN 2-911218-28-0)
- Pilotes de chasse, 2005, éditions Altipresse.
- Pilotes de l'extrême, 2006, éditions Altipresse.
- Vols extrêmes, livre illustré (Stéphane Garnaud au dessin), 2010, éditions Altipresse

### Bandes dessinées
- Emergency, scénario et dessins collectifs, Zéphyr Éditions, collections Les Histoires Authentiques de l'Aéronautique

1. Emergency no 1, 2010  (ISBN 978-2-361-18002-7)
2. Emergency no 2, 2011  (ISBN 978-2-361-18022-5)
3. Emergency no 3, 2012  (ISBN 978-2-361-18048-5)
4. Emergency no 4, 2013  (ISBN 978-2-361-18121-5)

- Euromaster team Dakar, dessins de Pierre Chatillon, 2004, Éditions Duteil

- Jack Blues, dessins de Matthieu Durand (tomes 1 et 2) et Jean-Michel Arroyo (tomes 3 à 5), Zéphyr Éditions

1. Airblues 1947, 2007  (ISBN 978-2-9527871-0-9)
2. Airblues 1948, 2009  (ISBN 978-2-9527871-5-4)
3. Airblues 1948 (Épisode 2), 2010  (ISBN 978-2-361-18004-1)
4. Airblues 1949, 2011  (ISBN 978-2-361-18024-9)
5. Airblues 1949 (Épisode 2), 2012  (ISBN 978-2-361-18052-2)

- Luftgaffe 44, dessins de Philippe Abbet, Zéphyr Éditions

1. Les Aigles en délire, 2010  (ISBN 978-2-361-18011-9)
2. La Bombe à Tomik, 2011  (ISBN 978-2-361-18031-7)
3. Kamikaze cup, 2012  (ISBN 978-2-361-18058-4)

- Rafale Leader, dessins de Matthieu Durand, Zéphyr Éditions

1. Foxbat, 2011  (ISBN 978-2-361-18044-7)
2. Le troisième Mig, 2012  (ISBN 978-2-361-18049-2)
3. North Pole, 2013
4. Arctika, 2014
5. Athos, 2016
6. Cap sur les Andes, 2017

- Réseau Sentinelles, dessins de Gilles Laplagne, Zéphyr Éditions

1. Premiers signes, 2006  (ISBN 2-9520681-8-6)
2. Confrontation, 2007  (ISBN 978-2-9527871-1-6)

- Team Rafale, Zéphyr Éditions

1. Présentation Alpha, dessins d'Éric Loutte, 2007  (ISBN 978-2-9520681-7-8)
2. Trésor de guerre, dessins de Matthieu Durand, 2008  (ISBN 978-2-9527871-2-3)
3. Opération Nexus One, dessins d'Éric Loutte, 2008  (ISBN 978-2-9527871-3-0)
4. Traque en Afghanistan, dessins de Matthieu Durand, 2010  (ISBN 978-2-361-18005-8)
5. Black Shark, dessins de Michel Lourenço, 2012  (ISBN 978-2-361-18041-6)
6. Anarchy 2012, dessins de Michel Lourenço, 2013
7. Affrontement final, dessins de Michel Lourenço, 2014
8. Lancement à haut risque, dessins de Michel Lourenço, 2016
9. North Korea, dessins de Olivier Jolivet, 2017
10. Le vol AF 414 a disparu, dessins de Olivier Jolivet, 2018
11. Portés disparus, dessins de Olivier Jolivet, 2019
12. Piège en mer rouge, dessins de Olivier Jolivet, 2020
13. Rafale contre Rafale[4], dessins de Olivier Jolivet, 2021
14. La guerre de l'hiver (2022)
15. Nuit polaire (2023)

- Unité Félin, dessins de Gilles Laplagne, Zéphyr Éditions

1. Opération Minotaure, 2009  (ISBN 978-2-9527871-4-7)
2. En territoire ennemi, 2010  (ISBN 978-2-361-18009-6)
3. Ultimatum nucléaire, 2012  (ISBN 978-2-361-18038-6)
4. Piège en Mer rouge, 2012  (ISBN 978-2-361-18063-8)

- Buck Danny, éditions Dupuis

1. Cobra noir, 2013

1. La Nuit du Spectre, 2015
2. Defcon One, 2016
3. Vostok ne répond plus, 2018
4. Opération Vektor[5], 2019
5. Le Pacte !, 2020
6. Programme Skyborg (2022)
7. Air Force One (2023)

- Buck Danny « Classic », dessins de Jean-Michel Arroyo puis André Le Bras (tome 7)[6], scénario avec Frédéric Marniquet à partir du tome 3, éditions Dupuis-Zéphyr

1. Sabre sur la Corée[7], 2014
2. Duel sur Mig Alley, 2014
3. Les Fantômes du soleil levant, 2016
4. L'Île du Diable, 2017
5. Opération rideau de fer[8], 2018
6. Alerte rouge[9], 2019
7. Sea dart, 2020
8. Le repère de l'aigle, 2021
9. Le vol du Rapier, 2022
10. Molotok ne répond plus, 2023

- Buck Danny, Les oiseaux noirs (achèvement), éditions Dupuis

1. Les oiseaux noirs 1/2, 2017, scénario : Jean-Michel Charlier, Frédéric Zumbiehl, Patrice Buendia, dessin : Francis Bergèse
2. Les oiseaux noirs 2/2, 2017, scénario : Patrice Buendia, Frédéric Zumbiehl, dessin : André Le Bras

- Les Aventures de Tanguy et Laverdure, scénario : Patrice Buendia, Frédéric Zumbiehl, dessin : Sébastien Philippe, éditions Dargaud

31. Diamants de sable, 2018
32. Le sabre du désert, 2019
33. Retour aux Cigognes, 2019
34. Tanguy vs Laverdure, 2021
35. Une frontière obscure, 2022
36. Marée rouge en mer Noire, 2023

### Romans
- Charlie Blues, pilote de ces dames, 2005, polar humoristique, éditions Altipresse.
- Titan, 2019, thriller chez M+ éditions.
- Ö, l'Ange révélateur, 2018, thriller chez M+ éditions.
- L'Ange Exterminateur, 2022, thriller chez M+ éditions.